# کوه تسوکوبا
کوه تسوکوبا (به ژاپنی: 筑波山, Tsukuba-san)، کوهی با ارتفاع ۸۷۷ متر (۲۸۷۷ فوت) است که در انتهای شمالی تسوکوبا استان ایباراکی، ژاپن واقع شده است.

## کوه تسوکوبا
کوه تسوکوبا کوهی معروف با ارتفاع ۸۷۱ متر است که به کوه نانتای و کوه نیوتای متصل است. فوجیتا کوشیرو ارتش خود را در چوزنجی، که در نیمه راه کوه قرار داشت، گرد هم آورد. او با ۶۲ نفر از یارانش از اینجا قیام کرد.
در حال حاضر، چوزنجی یک معبد متروکه است، اما معبد کوهستانی تسوکوبا در این مکان قرار دارد. این محوطه مملو از مکان‌های تاریخی مانند بنای یادبود قانون نیکوکاری کوه تسوکوبا و مجسمه فوجیتا کوشیرو است که به بازدیدکنندگان اجازه می‌دهد با تاریخ این کوه آشنا شوند. کوه تسوکوبا به عنوان کوتاه‌ترین کوه از بین ۱۰۰ کوه معروف ژاپن شناخته می‌شود و همچنین یک مکان محبوب برای پیاده‌روی است. رسیدن از معبد تسوکوبا به قله با تله کابین حدود ۳۰ دقیقه طول می‌کشد.